# Hermann Jandl
Hermann Jandl (* 1. März 1932 in Wien; † 8. April 2017 in Mistelbach) war ein österreichischer Schriftsteller, Dichter und Hörspielautor.

## Leben
Hermann Jandl war der Sohn eines Bankbeamten und einer Lehrerin, die nach der Weltwirtschaftskrise mit finanziellen Problemen zu kämpfen hatten, und der jüngste Bruder des Dichters, Schriftstellers und Übersetzers Ernst Jandl. Er besuchte die Lehrerbildungsanstalt und war anschließend als Lehrer an Pflichtschulen in Wien und Niederösterreich sowie zuletzt als Schuldirektor tätig.
Zu Beginn der 1970er Jahre begann er nach ersten literarischen Anfängen zu Beginn der 1950er Jahre daneben seine schriftstellerische Laufbahn. Nach seinem literarischen Debüt mit dem Theaterstück Geständnisse (1969) erschienen leute, leute (Gedichte, 1970), Vom frommen Ende (Prosa, 1971), duda (Anthologie, 1977), das Hörspiel Ein Mensch, oder: Das Leben ist eines der schwersten (1979), die Erzählung Storno (1983), Kernwissen (Lyrik, 1985), Die Übersiedlung (1985), die Erzählung Licht (1987), die Erzählung Kein Flieger (1993), der Gedichtband Schöne Welt (1993), die Erzählungen Der Denker (1994) und Die Tür ist offen (1997), Ein Goldgräber (Lyrik, 1997), Durst (Erzählung, 2001), Hermann Jandl-Gesammelte Gedichte (2002), Schattenspiel (2006) sowie zuletzt Schau dass du weiterkommst-Gesammelte Gedichte 1955–2006 (2007).
Jandl war zwischen 1974 und 1994 Generalsekretär des P.E.N.-Clubs von Niederösterreich und gab 1991 den Band Das verschlossene Fenster Anthologie des Niederösterreichischen P.E.N.-Clubs heraus.

## Auszeichnungen
- 1974 Theodor-Körner-Preis
- 1988 Österreichischer Würdigungspreis für Literatur
- 2000 Österreichische Ehrenkreuz für Wissenschaft und Kunst I. Klasse.